# Een meisje uit Galway
Een meisje uit Galway is een hoorspel van Geraldine Aron. Haar toneelstuk A Galway Girl werd in 1979 voor het eerst in Kaapstad opgevoerd. Op 23 januari 1982 zond de BBC een hoorspelversie van dit stuk uit. Anne-Marie Cantineau vertaalde het en de BRT zond het uit op zondag 9 december 1984. De regisseur van deze uitzending, die 45 minuten duurde, was Flor Stein. De TROS had op 17 april 1984 een versie van Bert Dijkstra al gebracht.

## Rolbezetting
- Hilde Sacré (Maisie)
- Anton Cogen (Dermot)

## Inhoud
Dit stuk schildert ons het langzame proces van een langdurig, monotoon verdriet, van de geleidelijke afbrokkeling van een liefde, 38 jaar lang. Wanneer dit korte, maar zeer opmerkelijke spel eindigt, hebben we in een half uur tijd een boeiende confrontatie met twee mensenlevens beleefd.